# Mompha festivella
Mompha festivella é uma espécie de mariposa do gênero Mompha pertencente à família Coleophoridae.